# Coqueiros do Sul
Coqueiros do Sul est une ville brésilienne du Nord-Ouest de l'État du Rio Grande do Sul, faisant partie de la microrégion de Carazinho et située à 306 km au nord-ouest de Porto Alegre, capitale de l'État. Elle se situe à une latitude de 28° 07′ 10″ sud et à une longitude de 52° 47′ 01″ ouest, à une altitude de 601 mètres. Sa population était estimée à 3 106, pour une superficie de 276 km2.
Ses habitants sont principalement descendants d'Allemands (60 % à l'origine du peuplement), mais aussi d'Italiens et de Portugais.

## Villes voisines
- Pontão
- Carazinho
- Almirante Tamandaré do Sul
- Sarandi